# Vast in de game
Vast in de game is een lied van de Marokkaans-Nederlandse rapper Ismo. Het werd in 2022 als single uitgebracht.

## Achtergrond
Vast in de game is geschreven door Ismail Houllich, Marwan El Bachiri en João Lima Pinto en geproduceerd door MB en Unleaded. Het is een nummer dat past in het genre nederhop. In het lied rapt Ismo over zijn beroep rapper. Hij vertelt dat hij geniet van het geld dat hij verdient, maar niet van de bekendheid en andere tegenslagen die erbij komen. Hij zou willen dat de bekendheid er niet was, maar doordat hij het geld wil blijven verdienen, zit hij "vast in de game".

## Hitnoteringen
De artiest had bescheiden succes met het lied in Nederland. Het stond op de honderdste plaats van de Single Top 100 in de enige week dat het in deze hitlijst te vinden was. De Top 40 en haar Tipparade werden niet bereikt.